# 미국의 선거
미국의 선거에 관한 문서이다.
미국의 정치에서는 연방, 주, 지방 차원에서 정부 관료를 뽑는 선거가 치러진다. 연방 차원에서는 국가원수인 대통령이 선거인단 제도를 통해 각 주 주민들에 의해 간접적으로 선출된다. 오늘날 이러한 유권자들은 거의 항상 해당 주의 대중 투표로 투표한다. 연방 의회인 의회의 모든 구성원은 각 주의 주민들에 의해 직접 선출된다. 주 차원에는 선출직 공직이 많이 있으며, 각 주에는 적어도 선출직 주지사와 입법부가 있다. 군, 시, 타운, 타운십, 자치구, 마을 등 지역 수준의 선출직 공직도 있다. 카운티 및 지방자치단체의 경계를 초월할 수 있는 특수 학군 및 학군에 대해서도 마찬가지이다.
국가의 선거 시스템은 고도로 분권화되어 있다. 미국 헌법은 연방 공무원 선거에 대한 매개 변수를 설정하지만 연방이 아닌 주법이 예비 선거, 유권자의 자격(기본 헌법 정의를 넘어서는), 대통령 선출 방법을 포함하여 미국 선거의 대부분 측면을 규제한다. 선거인단, 주 및 지방 선거 실시. 연방, 주, 지방을 포함한 모든 선거는 개별 주에서 관리하며 시스템 운영의 여러 측면이 카운티 또는 지방 수준에 위임된다.
연방법에 따르면 대통령과 의회의 총선거는 11월 첫 번째 월요일 다음 화요일인 선거일에 치러진다. 연방 총선은 짝수 해에 실시되며, 대통령 선거는 4년마다, 국회의원 선거는 2년마다 실시된다. 대통령 선거 이후 2년 뒤에 치르는 총선을 중간선거라고 한다. 주 및 지방 공직에 대한 총선거는 개별 주 및 지방 정부의 재량에 따라 치러지며, 이러한 경선 중 다수는 편의와 비용 절감을 위해 대통령 선거 또는 중간 선거와 동시에 진행되는 반면, 다른 주 및 지방 선거는 오프이어(off-year) 기간 중에 실시될 수 있다. 연방, 주, 지방 선거의 예비 선거 날짜는 개별 주 및 지방 정부의 재량에 따라 결정된다. 특히 대통령 예비 선거는 역사적으로 1월이나 2월에 시작하여 11월 총선 전인 6월 중순에 끝나는 등 주 간에 시차를 두고 진행되었다.
다양한 그룹에 대한 투표권의 제한 및 확대는 미국 역사 전반에 걸쳐 논쟁의 여지가 있는 과정이었다. 연방 정부는 또한 1993년 전국 유권자 등록법(National Voter Registration Act)과 같은 조치를 통해 유권자 투표율을 높이려는 시도에 참여해 왔다. 선거 자금 조달에 대해서도 오랫동안 논란이 되어 왔다. 특히 연방 정부에서 민간 소스가 캠페인 기부금의 상당 부분을 차지하기 때문이다. 지출 한도를 기꺼이 받아들이는 후보자를 위한 자발적 공공 자금 지원은 1974년 대통령 예비선거와 선거를 위해 도입되었다. 1975년 연방선거운동법 개정에 따라 창설된 연방선거위원회는 미국 대통령 선거의 선거자금 정보 공개, 기부 한도 및 금지 등 법률 조항 집행, 공공 자금 조달 감독 등의 책임을 지고 있다.
미국에서의 투표는 현재 연방, 주, 지방 차원에서만 자발적으로 실시된다. 투표를 의무화하려는 노력이 제안되었다.

## 같이 보기
- 미국의 선거 목록